# Aleksandăr Tunčev
Aleksandăr Tunčev (in bulgaro Александър Тунчев?, traslitterazione anglosassone Aleksandar Tunchev; Pazardžik, 10 luglio 1981) è un allenatore di calcio ed ex calciatore bulgaro, tecnico del Lokomotiv Plovdiv.

## Carriera

### Club
Nel 2005 Tunchev approda al CSKA Sofia, con il quale vince un campionato bulgaro, una Coppa di Bulgaria e una Supercoppa di Bulgaria. Nel 2008 si trasferisce al Leicester City, in Inghilterra.

### Nazionale
Fece il suo debutto con la nazionale bulgara il 18 agosto 2005 in un'amichevole contro la Turchia. Il suo debutto ufficiale arrivò contro la Romania, nelle qualificazioni a UEFA Euro 2008. Segnò il suo primo goal in un match contro il Lussemburgo l'11 ottobre 2006.

## Palmarès

### Club

#### Competizioni nazionali
- Campionato bulgaro: 1

CSKA Sofia: 2007-2008
- Coppa di Bulgaria: 1

CSKA Sofia: 2005-2006
- Supercoppa di Bulgaria: 2

Lokomotiv Plovdiv: 2004
CSKA Sofia: 2006